# Péter Török
Pour les articles homonymes, voir Török.
Péter Török  est un footballeur hongrois né le 18 avril 1951 à Budapest et mort  le 20 septembre 1987 dans la même ville. Il évoluait au poste de défenseur.

## Biographie

### En club
Péter Török dispute 349 matchs en première division hongroise avec le club du Vasas SC, inscrivant 10 buts.
Il joue également 19 matchs en deuxième division espagnole avec le club du Recreativo de Huelva, sans inscrire de but.
Au sein des compétitions européennes, il dispute deux matchs en Coupe d'Europe des clubs champions, 12 matchs en Coupe de l'UEFA (un but), et 5 matchs en Coupe des coupes. Son seul but en Coupe d'Europe est inscrit le 29 septembre 1971 contre l'équipe irlandaise du Shelbourne FC.
Péter Török remporte un titre de champion de Hongrie en 1977, ainsi que deux Coupes de Hongrie, avec le club du Vasas SC.

### En équipe nationale
International hongrois, il reçoit 35 sélections en équipe de Hongrie entre 1973 et 1980.
Il joue son premier match en équipe nationale le 16 mai 1973 contre l'Allemagne de l'Est en amical (défaite 1-2).
Son dernier match en équipe nationale a lieu le 26 mars 1980, contre la Pologne, aussi en amical (victoire 2-1).
Il fait partie du groupe hongrois lors de la Coupe du monde 1978. Lors du mondial organisé en Argentine, il ne joue qu'un seul match, face au pays organisateur.

## Carrière
- 1969-1982 :  Vasas SC
- 1982-1983 :  Recreativo de Huelva
- 1983-1984 :  Volán SC Budapest

## Palmarès
Avec le Vasas SC :
- Champion de Hongrie en 1977
- Vainqueur de la Coupe de Hongrie en 1973 et 1981